# Ragtime
Pour les articles homonymes, voir Ragtime (homonymie).
Sous-genres
Cakewalk, classic rag, characteristic march, slow drag, ragtime waltz, ragtime song, fox-trot, novelty piano, ragtime moderne

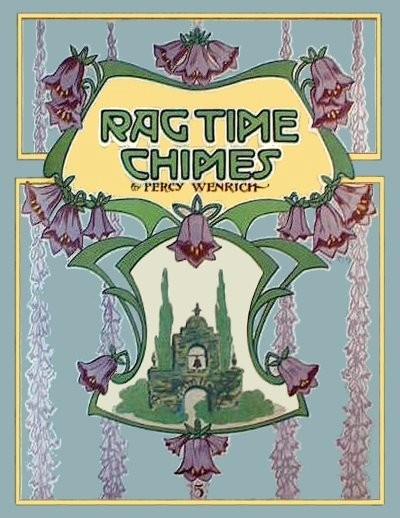
Couverture du livret de Ragtime Chimes, 1911

Le ragtime (parfois écrit rag-time) est un genre musical ayant émergé aux États-Unis, extrêmement populaire entre 1897 et 1918. Le cake-walk et les musiques de salon adoptent une forme primitive de ragtime, mais l'émergence du ragtime est généralement située en 1897, année où sont publiées plusieurs compositions importantes de ragtime (communément appelées rags). Le plus célèbre compositeur de ragtime est l'afro-américain Scott Joplin.
Le ragtime est généralement considéré comme l'un des principaux précurseurs du jazz. À partir des années 1920, le jazz a rapidement supplanté le ragtime, même si celui-ci a pu continuer à se développer au travers de dérivés tels que le novelty piano. Le ragtime a par la suite connu un regain d'intérêt dans les années 1950 et les années 1970 (notamment avec la musique du film L'Arnaque, The Entertainer, empruntée à Scott Joplin). Le ragtime est principalement associé au piano, mais est aussi joué avec d'autres instruments, tels que la guitare ou le banjo, et peut être interprété par des ensembles de jazz Nouvelle-Orléans.

## Histoire
Le ragtime est originaire de la communauté afro-américaine du XIXe siècle. Il provient de la musique de marche jouée par des groupes d'Afro-américains, et du style pianistique cake-walk, qui était aussi joué par les Noirs américains. Le genre est vu comme une synthèse entre la syncope africaine et la musique classique européenne. Une sorte d'équivalent américain des menuets de Mozart, des mazurkas de Chopin ou des valses de Brahms, mais toujours avec cette caractéristique de la syncope, qu'on retrouve dans les dernières sonates pour piano de Beethoven. 

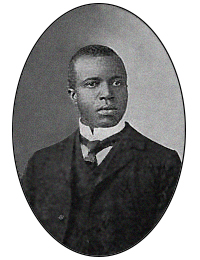
Scott Joplin, le compositeur majeur du ragtime.

Les premiers rags sont des cake-walk et furent publiées à partir du début des années 1890 par des artistes comme Abe Holzmann, William Krell ou Kerry Mills. Le ragtime émergea aussi à cette époque par une autre voie, plus populaire, avec la publication de coon songs, des chansons racistes présentant des Noirs stéréotypés mais avec une musique ragtime (l'artiste noir (en) Ernest Hogan est le premier à en publier). On situe généralement l'année 1897 comme le début du « ragtime classique » car elle marque la sortie d'un certain nombre de classiques du genre (notamment Mississippi Rag de William Krell).
L'année 1899 assiste à la parution du Maple Leaf Rag de Scott Joplin, qui fut un succès immense avec une partition qui se vendit à plus d'un million d'exemplaires. Ce morceau donne plus de profondeur et de complexité au genre ragtime que ce qui se faisait auparavant. Le compositeur afro-américain Scott Joplin, donne ainsi ses lettres de noblesse au ragtime et participe grandement à l'apogée du ragtime dans les années 1900. Sa renommée est telle qu'il se fait connaître rapidement en Europe où des compositeurs classiques l'étudient, tel Claude Debussy et son Golliwog's Cakewalk de 1908.
Le genre est toujours très populaire dans les années 1910, par exemple avec James Scott et Joseph Lamb. Quand la musique jazz fait son apparition (elle provient en grande partie du ragtime), son avènement marque la fin de l'ère des rags, et la publication de morceaux s'amoindrit à partir de 1917. Néanmoins, le ragtime ne se résorbe pas complètement à l'intérieur du jazz, et continue d'exister avec l'apparition du style novelty piano (avec des pianistes virtuoses tels que Zez Confrey, Roy Bargy et Charley Straight).
L'influence du ragtime se fait particulièrement sentir dans la musique jazz avec le style de piano stride. Le blues aussi ressent son influence, avec des artistes comme Blind Blake, Reverend Gary Davis et Elizabeth Cotten, ce qui permet d'exporter le style du ragtime sur la guitare. Le renouveau du ragtime se signale à partir des années 1940, mais est reconnu mondialement avec l'utilisation du The Entertainer, de Scott Joplin comme thème principal du film L'arnaque en 1973. Un an plus tôt, l'opéra Treemonisha de Scott Joplin avait été pour la première fois orchestrée. Cependant, la première représentation à son époque avait été un désastre et la pièce n'a plus jamais été rejouée par Joplin. La pièce sera perdue pendant des décennies avant d'être retrouvée en 1970, et rejouée et orchestrée en 1972. L'un des premiers opéras de Joplin, A Guest of Honor, sera également perdu.

## Forme musicale

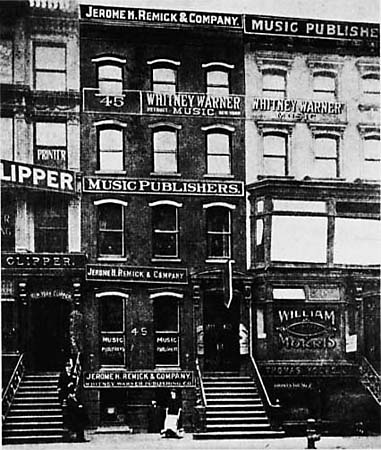
Maisons d'édition musicale de la Tin Pan Alley à New-York.

Le ragtime est une variante de la marche, rendu populaire par John Philip Sousa, avec une polyrythmie venant des musiques africaines. Le ragtime est généralement écrit en 2/4 ou 4/4 (et 3/4 pour la valse ragtime). Tandis que la main gauche effectue une pompe sur des notes basses, ce qui sera conservé dans le jazz, mais en changeant le rythme, la main droite doit effectuer une syncope, pour la mélodie, par rapport au temps. Le nom ragtime (temps en lambeaux, déchiqueté) vient donc de l'utilisation décalée que l'on donne à sa main droite dans le jeu, et a été attribué à cette musique par les professionnels de la Tin Pan Alley.
D'un point de vue stylistique, les ragtimes sont plutôt joués binaires (accentuation des premier et troisième
temps de la mesure), contrairement au jazz. La structure des morceaux la plus courante est AA/BB/A/CC/DD, et semble avoir été adoptée à la suite du gros succès de Maple Leaf Rag de Scott Joplin, publié en 1899. On trouve également des structures en AA/BB/A/CCC et AA/BB/CC/A.

## Styles
Le ragtime, apparu sous sa forme initiale en tant que Cake-Walk, a connu différents styles de jeu entre la dernière décennie du XIXe siècle et l'apparition du jazz au début des années 1920. Cette période correspond à la période de popularité du ragtime classique.
- Cake-walk (ou Cakewalk) : C'est la première forme du ragtime, c'était à l'origine un concours de danse afro-américaine où le premier prix était un gâteau (ex. : Swipesy Cakewalk, Scott Joplin).
- Classic rag : C'est la forme du ragtime la plus connue, popularisé par les grands compositeurs (Scott Joplin, James Scott et Joseph Lamb). (ex. : The Entertainer, Scott Joplin).
- Characteristic March : Un style de ragtime, avec un tempo de marche (ex. : Cleopha, Scott Joplin).
- Slow drag : Forme de ragtime, à jouer avec un tempo slow donc plus lent qu'un classic rag (ex. Sunflower Slow Drag, Scott Joplin).
- Ragtime Waltz : Un genre du ragtime, avec comme particularité la valse jouée d'une façon syncopée (ex. : Bethena, Scott Joplin).
- Ragtime song : Une forme vocale du ragtime. Joplin arrangea trois de ses célèbres rags, pour les publier en chansons (ex. : Maple Leaf Rag Song, Scott Joplin).
- Fox-trot : Un des derniers styles du ragtime classique, apparu à partir de 1913 (ex. : Alabama Slide, Charles L. Johnson).
- Novelty piano : Dernière forme du ragtime classique, qui combine virtuosité au piano et complexité de l'écriture (ex. : Dizzy Fingers, Zez Confrey).
- Ragtime moderne : La redécouverte du ragtime eut lieu à partir de la fin des années 1940. Dès lors, de nombreux compositeurs se mirent à enregistrer et publier du ragtime. L'utilisation de Ragtime revival est courante (ex. : Rhapsody in Ragtime, Eubie Blake).

## Compositeurs

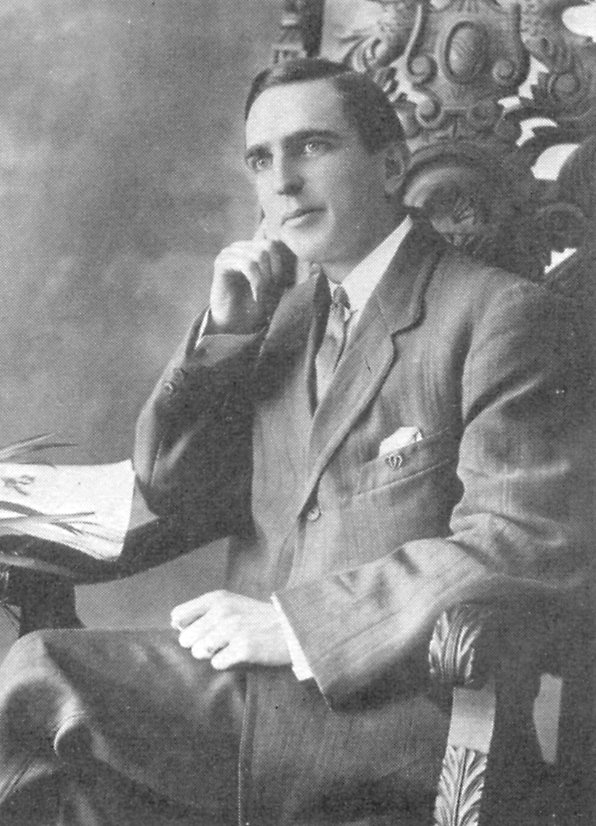
Joseph Lamb, compositeur de ragtime, v. 1915.

Scott Joplin, Joseph Lamb et James Scott sont traditionnellement considérés comme les trois grands compositeurs de la période classique du ragtime. En réalité, de nombreux compositeurs ont répondu et nourri l'engouement suscité par le ragtime à cette époque. Citons, entre autres, Charles L. Johnson, Tom Turpin, May Aufderheide, George Botsford, Arthur Marshall, Artie Matthews, Zez Confrey, Abe Holzmann, Kerry Mills ou Eubie Blake. Ils sont en réalité des centaines de compositeurs à publier des rags, quasiment tous de nationalité américaine.
Des compositeurs de musique classique européens s'intéressent au ragtime, notamment Claude Debussy, Erik Satie, Darius Milhaud, Maurice Ravel et Igor Stravinsky. Cette musique d'origine américaine a été rapidement introduite en Europe, notamment lors de l'Exposition universelle de 1900 à Paris, et durant la Première Guerre mondiale, quand l'armée américaine est intervenue, le ragtime y connut un vif succès.
Dès la fin des années 1940, mais surtout à partir des années 1970, un ragtime revival eut lieu, et de nouveaux compositeurs contemporains travaillèrent le genre. Eubie Blake ou Joseph Lamb qui furent tous deux des légendes du ragtime classique à l'époque, composèrent de nouveaux morceaux grâce à cette notoriété retrouvée.

## Répertoire
Le répertoire du ragtime est extrêmement riche et est composé de quelques milliers de morceaux qui sont publiés entre la fin du XIXe siècle et jusqu'aux années 1920. Des airs de ragtime très connus du public incluent notamment The Entertainer (1902) et Maple Leaf Rag (1899), tous deux de Scott Joplin, qui est le seul compositeur du genre à avoir une grande notoriété dans le monde entier.

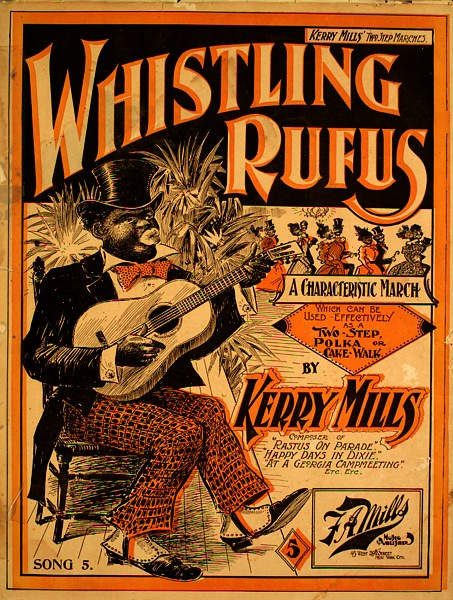
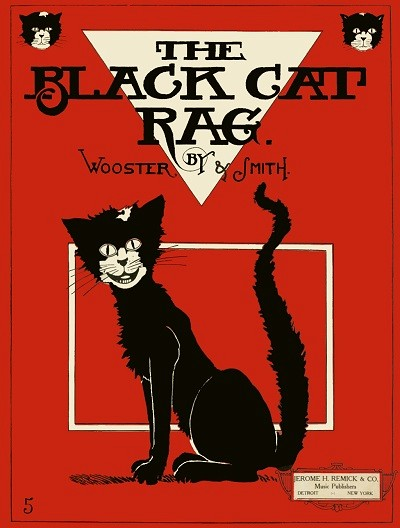
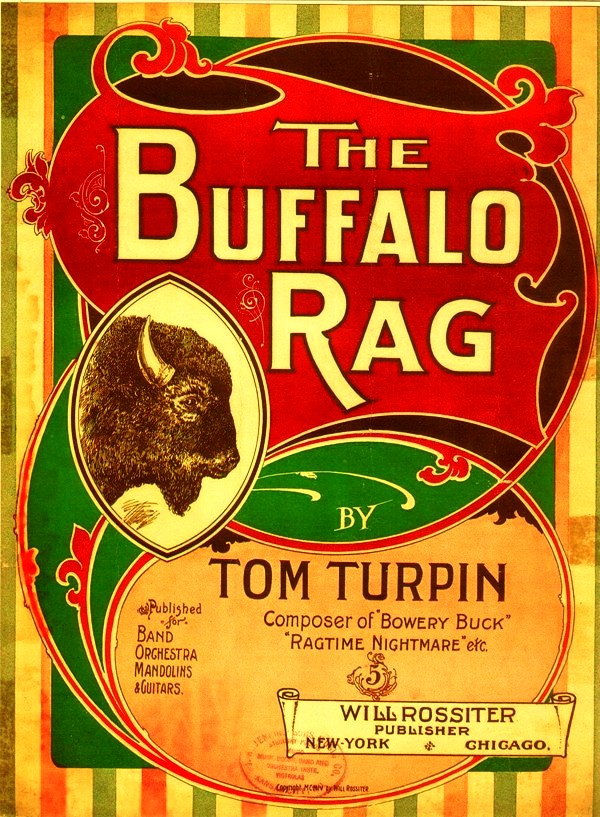
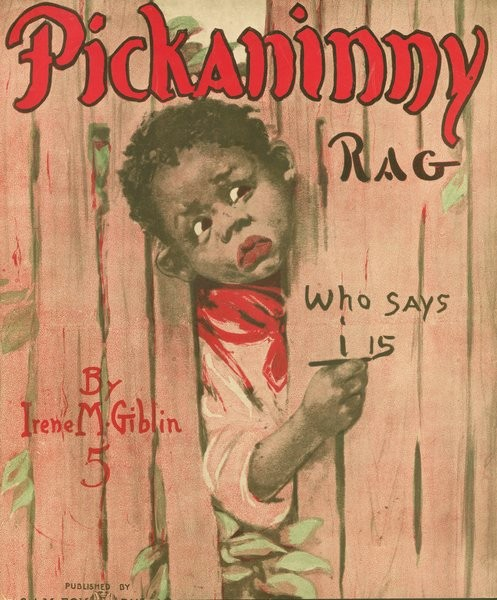
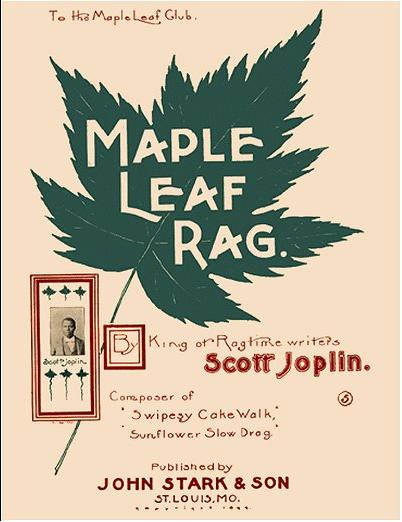
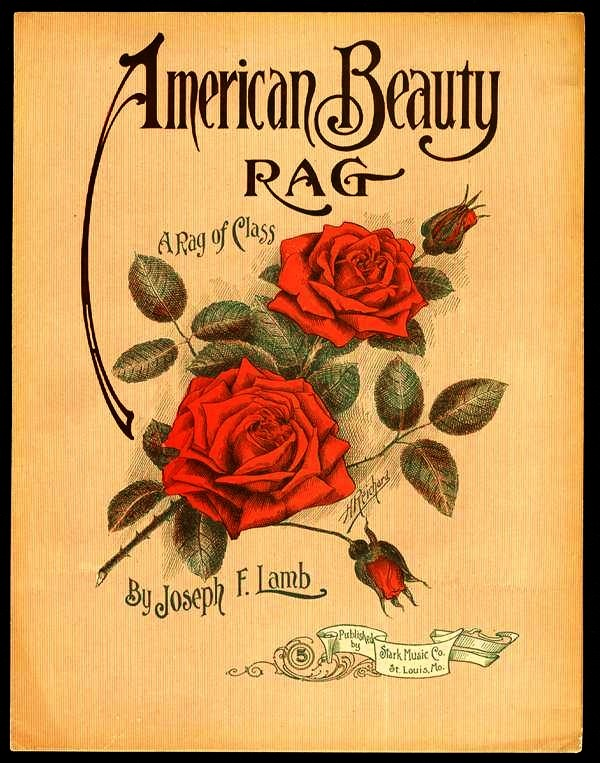
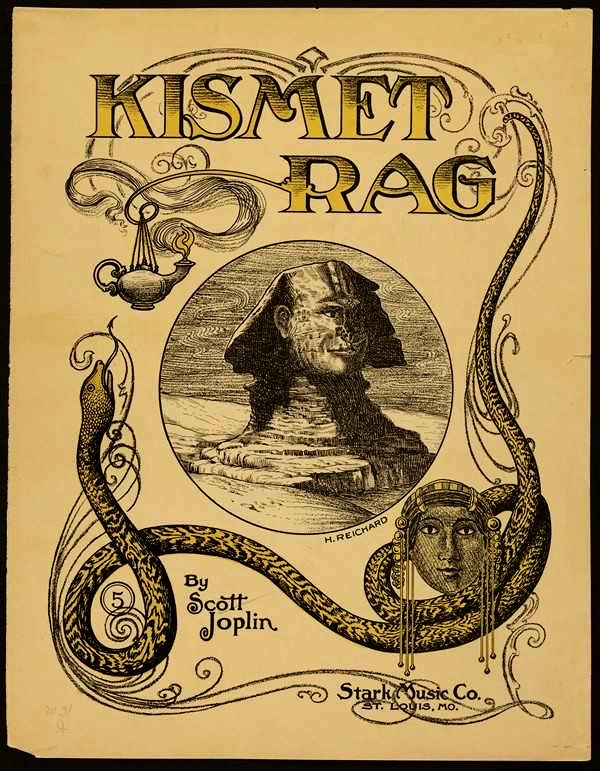
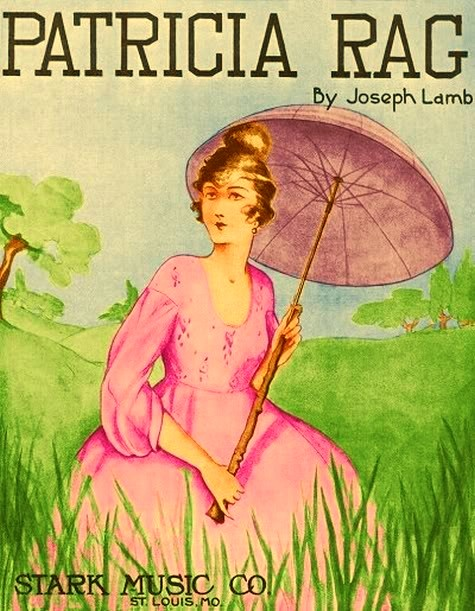
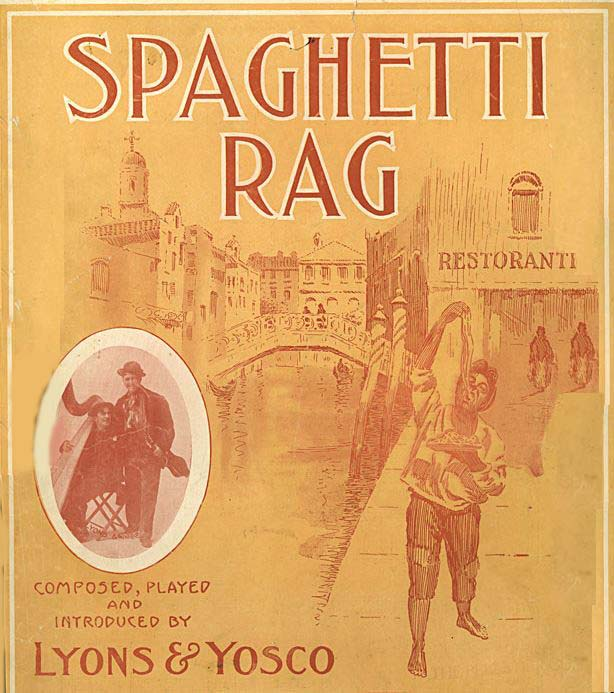